# Ferdinand von Stelzhammer
Ferdinand von Stelzhammer; seit 22. Oktober 1849 Freiherr Ferdinand von Stelzhammer (* 22. März 1797 in Wien; † 8. Juli 1858 in Gräfenberg in Schlesien) war ein österreichischer Jurist.

## Leben

### Familie
Ferdinand von Stelzhammer war der Sohn von Paul von Stelzhammer (* 1747; † 14. September 1797), der seit 1780 im Justizdienst in Lemberg sowie in Tarnów verwendet wurde und zuletzt als Hofrat bei der Obersten Justizstelle (heute: Oberster Gerichtshof) in Wien tätig war, und dessen Ehefrau Aloysia von Obermaier; sein Vater wurde 1787 in den galizischen Adelsstand erhoben. Ferdinand von Stelzhammer war der Neffe des katholischen Geistlichen und Physikers Johann Christoph Stelzhammer.
Er heiratete am 18. September 1827 in Lemberg Juliana (geb. Mosing) (* 18. Dezember 1807; † 17. November 1873); gemeinsam hatten sie vier Kinder:
- Emil von Stelzhammer (* 16. Juli 1828; † 10. Mai 1852), Auskultant beim Oberlandesgericht;
- Ottilie von Stelzhammer (* 11. Dezember 1830; † 22. August 1850), verheiratet mit Rudolph Fellner von der Arl (* 17. April 1820; † 23. März 1862), Statthalterreisekretär in Wien;
- August Anton von Stelzhammer (* 11. Februar 1832 in Wien), Major, verheiratet mit Natalie, Tochter des Oberstleutnant Ladislaus Singer von Gleichenau[2];
- Maria Antoinette von Stelzhammer (* 29. Dezember 1833), verheiratet mit Dr. Emil von Czyrniański, Professor der Chemie an der kaiserlichen Universität Krakau.

### Werdegang
Nach dem Besuch der Theresianischen Ritterakademie in Wien von 1808 bis 1819 trat Ferdinand von Stelzhammer am 18. September 1819 als Auskultant beim niederösterreichischen Landrecht in den Staatsdienst ein. Er wurde 1824 Ratsprotokollist beim Landrecht in Lemberg und dort 1829 zum Rat befördert.
1831 kehrte er als Rat zum niederösterreichischen Landrecht zurück und 1839 erfolgte seine Ernennung zum Appellationsrat, bevor er 1843 als Hofrat zur Obersten Justizstelle nach Wien kam. Im August 1848 wurde er als Unterstaatssekretär in das neuerrichtete Justizministerium berufen, das er in Abwesenheit des Ministers stellvertretend leitete.
1853 erfolgte seine Ernennung zum Wirklichen Geheimen Rat, bevor er 1855 aus gesundheitlichen Gründen in den Ruhestand ging.

### Berufliches Wirken
Ferdinand von Stelzhammer war, nach der Thronbesteigung von Kaiser Franz Joseph I., an allen Rechtsreformen und damit an der Neugestaltung des Justizwesens nach 1848 führend beteiligt; er diente drei Ministern als Ratgeber.

## Ehrungen und Auszeichnungen
- Am 22. Oktober 1849 wurde Ferdinand von Stelzhammer in den Freiherrnstand erhoben.
- Er erhielt 1849 den Orden der Eisernen Krone II. Klasse.[3]